# قوس (عمارة)
1. حجر الربط
2. اللبنة
3. المنحنى العلوي أو الخارجي للقوس
4. المسار العلوي للعمود الذي يدعم القوس
5. المنحنى السفلي أو الداخلي للقوس
6. ارتفاع
7. امتداد معلوم
8. دعامة

قوس البناء

القنطرة أو القوس هو هيكل منحني رأسي يمتد على مساحة مرتفعة وقد يدعم أو لا يدعم الوزن فوقه، أو في حالة وجود قوس أفقي مثل سد القوس، فإن الضغط الهيدروستاتيكي ضده.
قد تكون الأقواس مرادفة للأقبية، ولكن يمكن تمييز القبو على أنه قوس مستمر يشكل سقفًا. ظهرت الأقواس في وقت مبكر من الألفية الثانية قبل الميلاد في عمارة الطوب في بلاد ما بين النهرين وبدأ استخدامها المنتظم مع الرومان القدماء، الذين كانوا أول من طبق هذه التقنية على مجموعة واسعة من الهياكل.

## مفاهيم أساسية

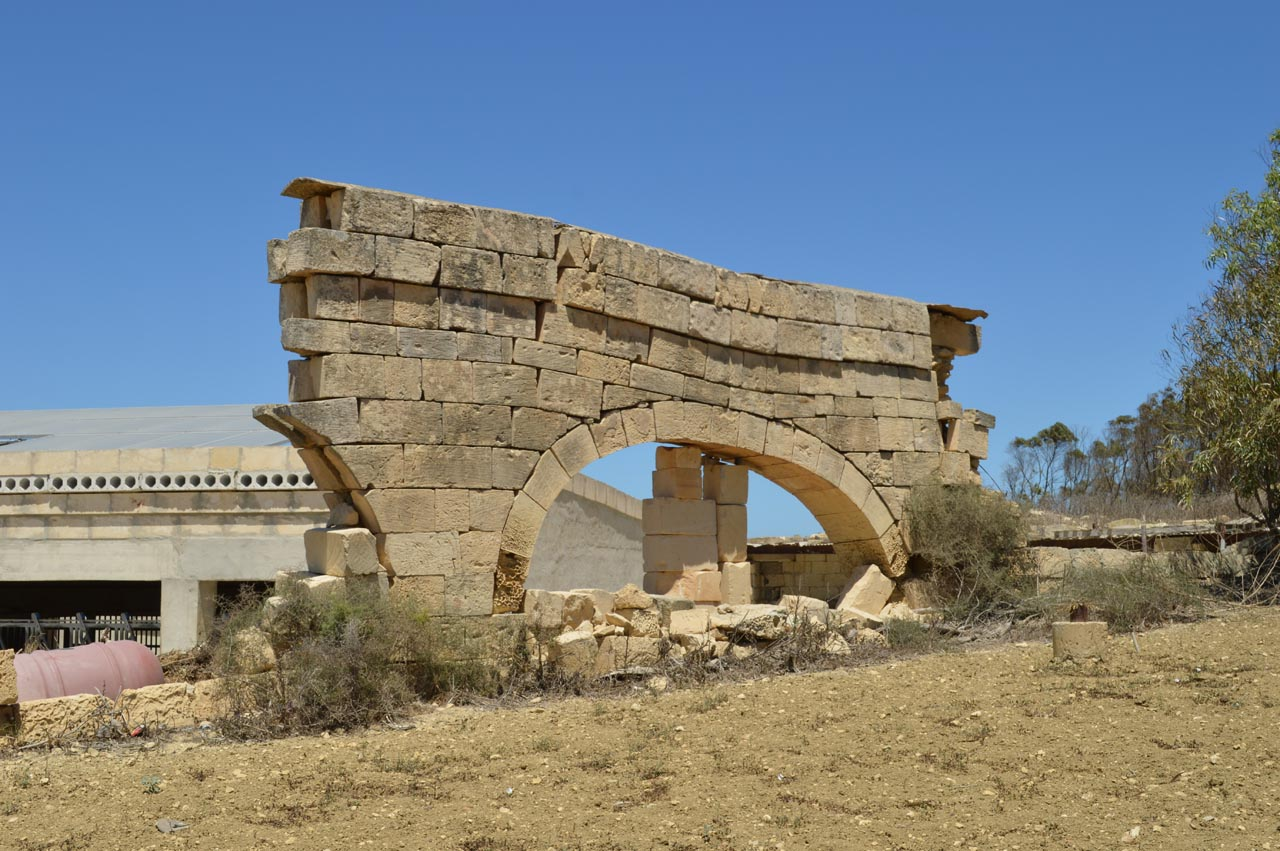
قوس مشوه في قناة جوزو، مالطا

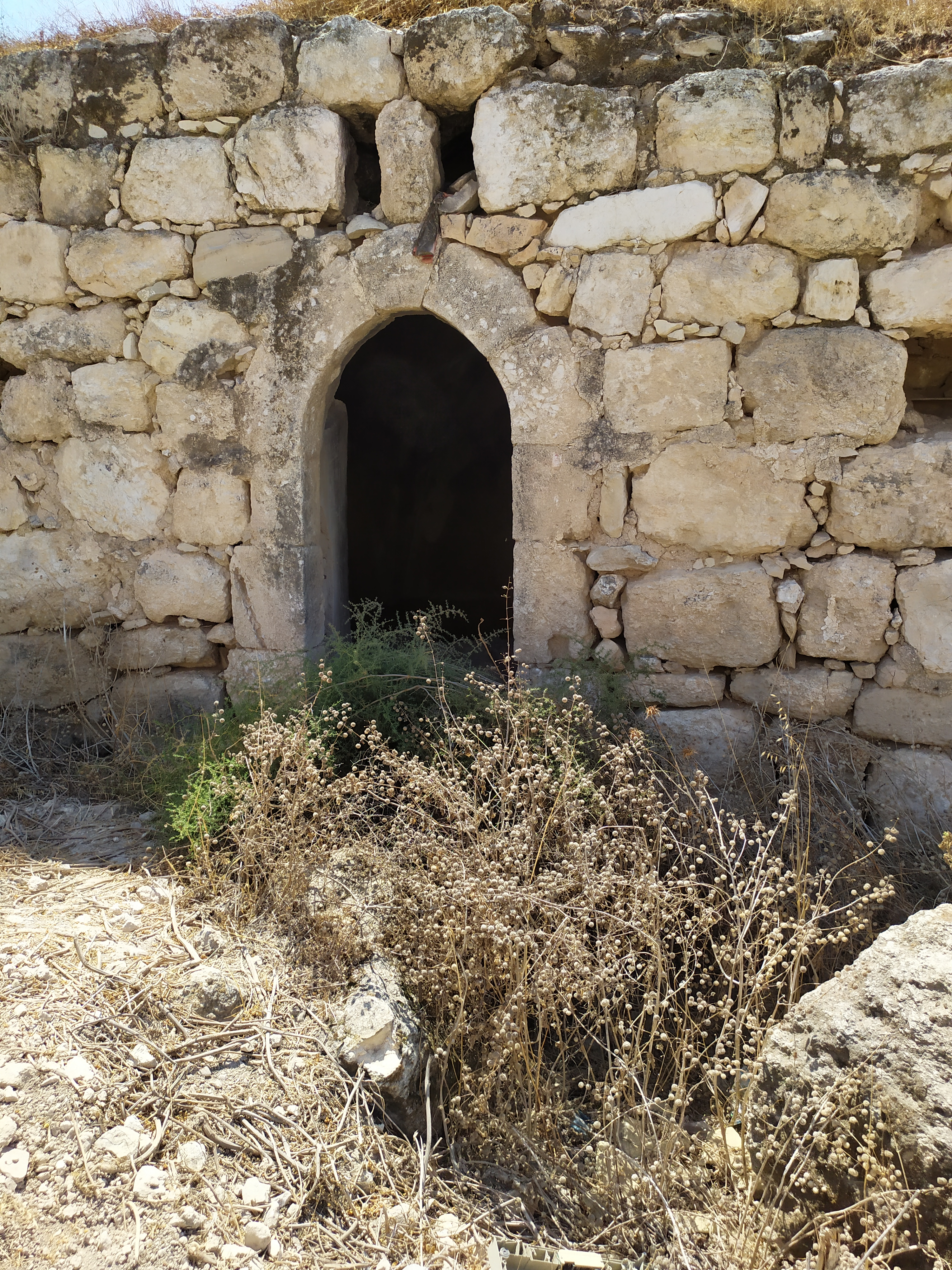
أحد أبواب الأقواس الحجرية القديمة

القوس هو شكل ضغط خالص. يمكن أن يمتد على مساحة كبيرة عن طريق حل القوى في ضغوط انضغاطية، وبالتالي التخلص من ضغوط الشد. يُطلق على هذا أحيانًا اسم «عمل القوس». عندما يتم نقل القوى الموجودة في القوس إلى قاعدته، يندفع القوس إلى الخارج عند قاعدته، ويطلق عليه «الدفع». مع انخفاض ارتفاع القوس، أي ارتفاعه، يزداد الاتجاه الخارجي. من أجل الحفاظ على عمل القوس ومنع انهيار القوس، يجب تقييد الدفع، إما عن طريق الروابط الداخلية أو الدعامات الخارجية، مثل الدعامات.

### الأقواس الثابتة مقابل الأقواس المفصلية

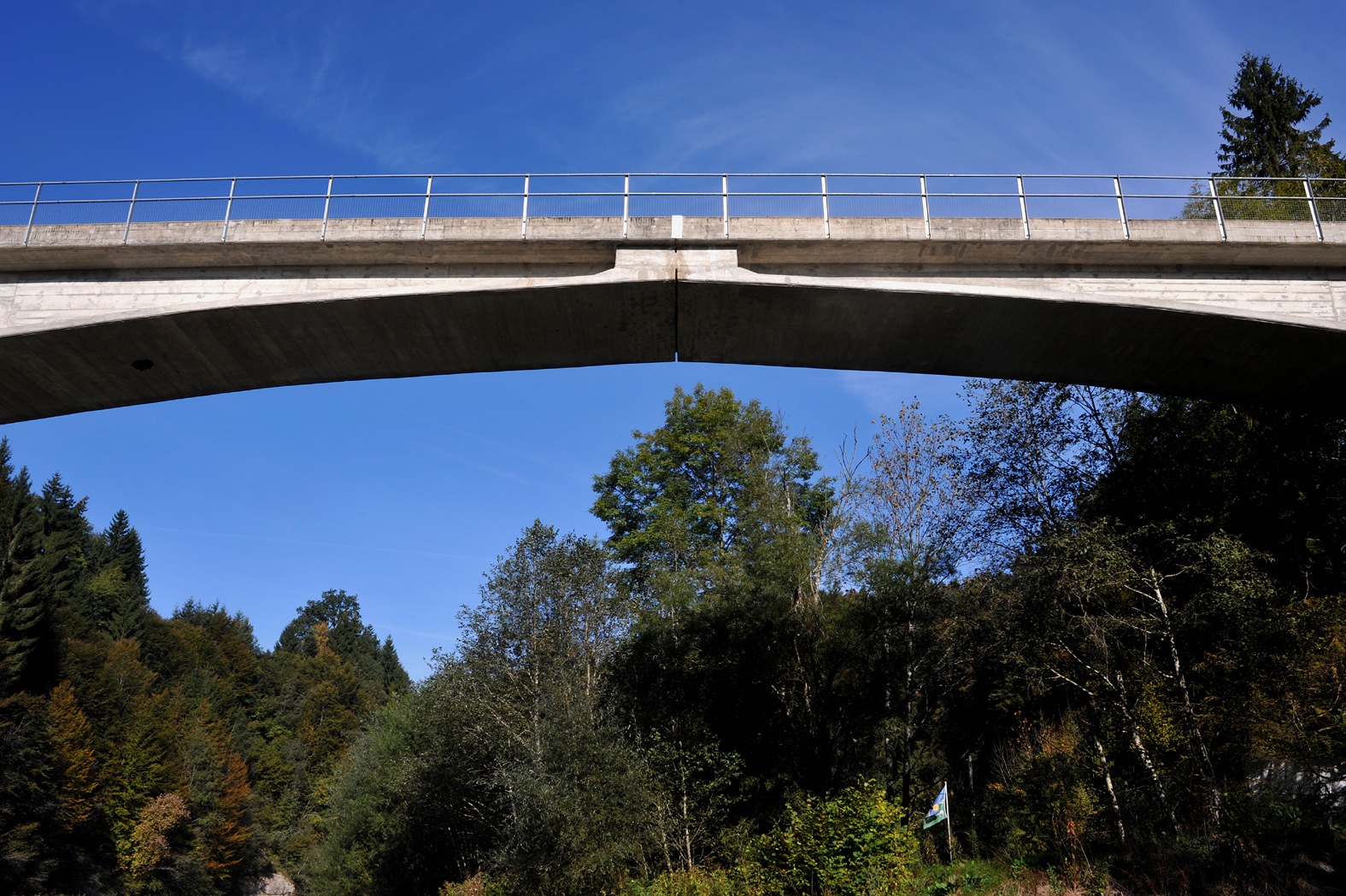
جسر روسغرابين بالقرب من برن، سويسرا، يظهر المفصلة في منتصف امتداد هذا القوس ثلاثي المفصلات.

أكثر أنواع القوس الحقيقي شيوعًا هي القوس الثابت والقوس ذو المفصلتين والقوس ثلاثي المفصلات.
غالبًا ما يستخدم القوس الثابت في الجسور والأنفاق الخرسانية المسلحة، والتي لها مسافات قصيرة. نظرًا لأنه يخضع لضغط داخلي إضافي من التمدد والانكماش الحراري، فإن هذا النوع من القوس يعتبر غير محدد بشكل ثابت.
غالبًا ما يستخدم القوس ذو المفصلتين لسد المسافات الطويلة. هذا النوع من القوس له وصلات مثبتة في قاعدته. على عكس القوس الثابت، يمكن أن تدور القاعدة المثبتة بمسامير،  مما يسمح للهيكل بالتحرك بحرية والتعويض عن التمدد الحراري والانكماش الذي تسببه التغيرات في درجة الحرارة الخارجية. ومع ذلك، يمكن أن يؤدي هذا إلى ضغوط إضافية، وبالتالي فإن القوس ذو المفصلتين هو أيضًا غير محدد بشكل ثابت، على الرغم من أنه ليس بقدر القوس الثابت.
القوس ذو المفصلات الثلاثة لا يتوقف فقط على قاعدته، مثل القوس ذي المفصلتين، ولكن أيضًا في قمته. يسمح الاتصال القمي الإضافي للقوس ثلاثي المفصلات بالتحرك في اتجاهين متعاكسين والتعويض عن أي تمدد وانكماش. وبالتالي لا يخضع هذا النوع من القوس لضغط إضافي من التغيير الحراري. على عكس النوعين الآخرين من القوس، فإن القوس ثلاثي المفصلات محدد بشكل ثابت. غالبًا ما يستخدم في مسافات الطول المتوسط، مثل أسطح المباني الكبيرة. ميزة أخرى للقوس ثلاثي المفصلات هي أن القواعد المثبتة يتم تطويرها بسهولة أكبر من القواعد الثابتة مما يسمح بأساسات ضحلة من النوع المحمل في مسافات من الطول الإنسي. في القوس ذي المفصلات الثلاثة، يؤدي التمدد الحراري والانكماش للقوس إلى حركات رأسية عند مفصل الدبوس الذروة ولكن لن يكون له تأثير ملموس على القواعد، مما يبسط التصميم الأساسي بشكل أكبر.

### نماذج

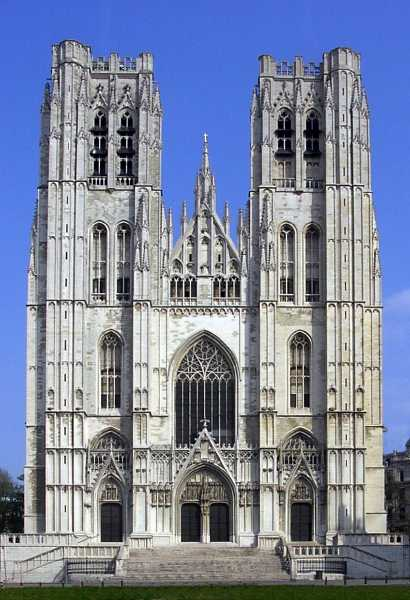
كاتدرائية القديس ميخائيل وسانت جودولا في بروكسل، بلجيكا، مع نافذة قوسية مركزية مدببة، نموذجية للعمارة القوطية

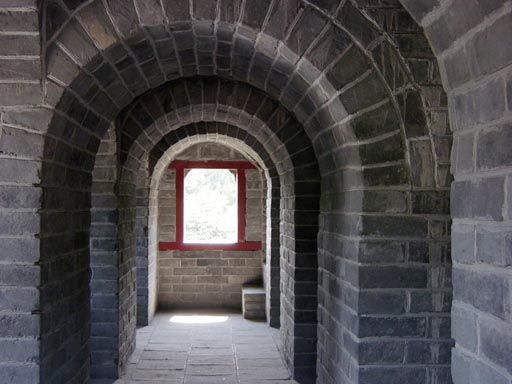
أقواس نصف دائرية باستخدام الطوب أو البناء الحجري في سور الصين العظيم، الصين

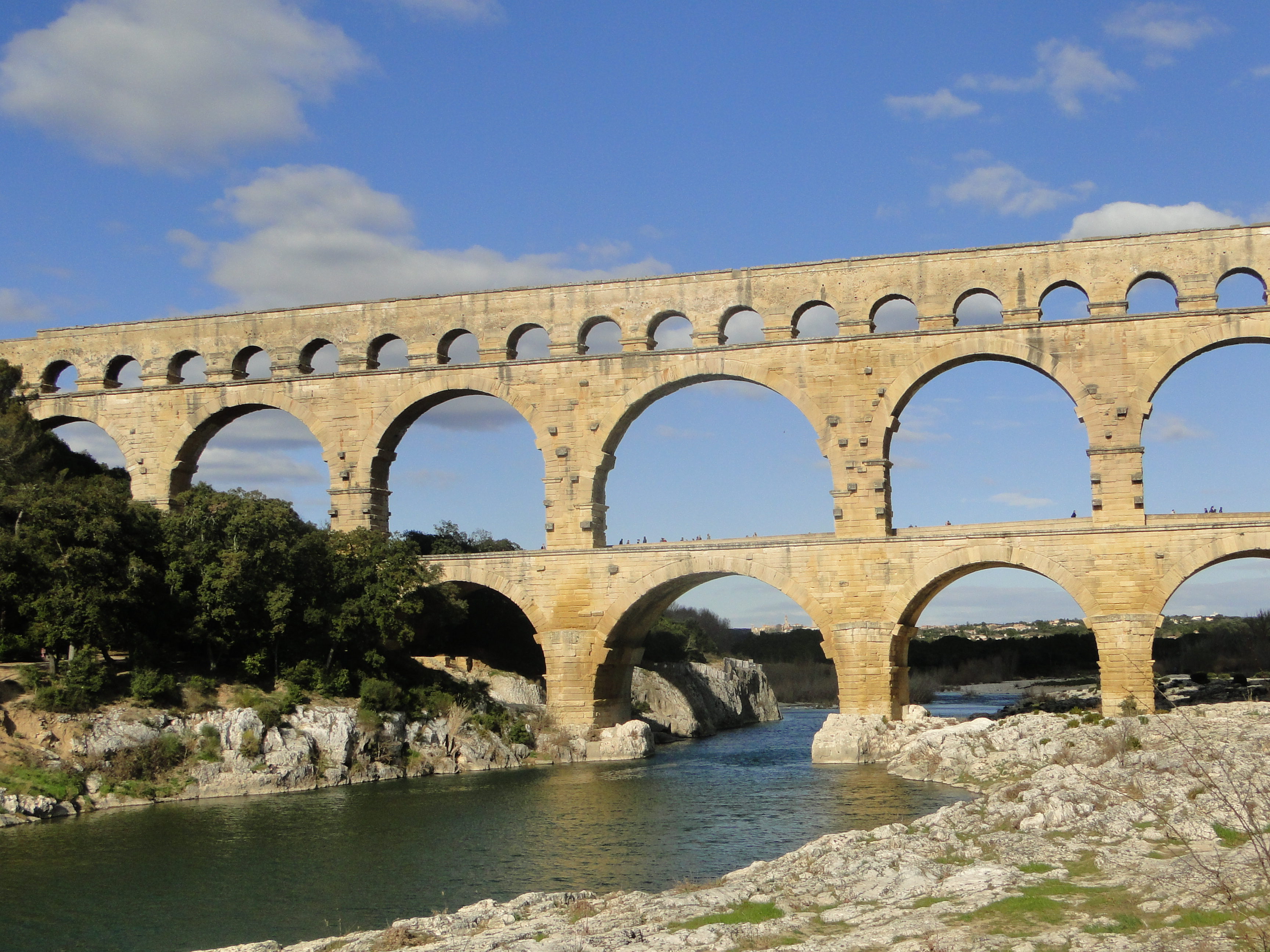
قناة رومانية بالقرب من نيم، فرنسا ممر يستخدم القوس الدائري

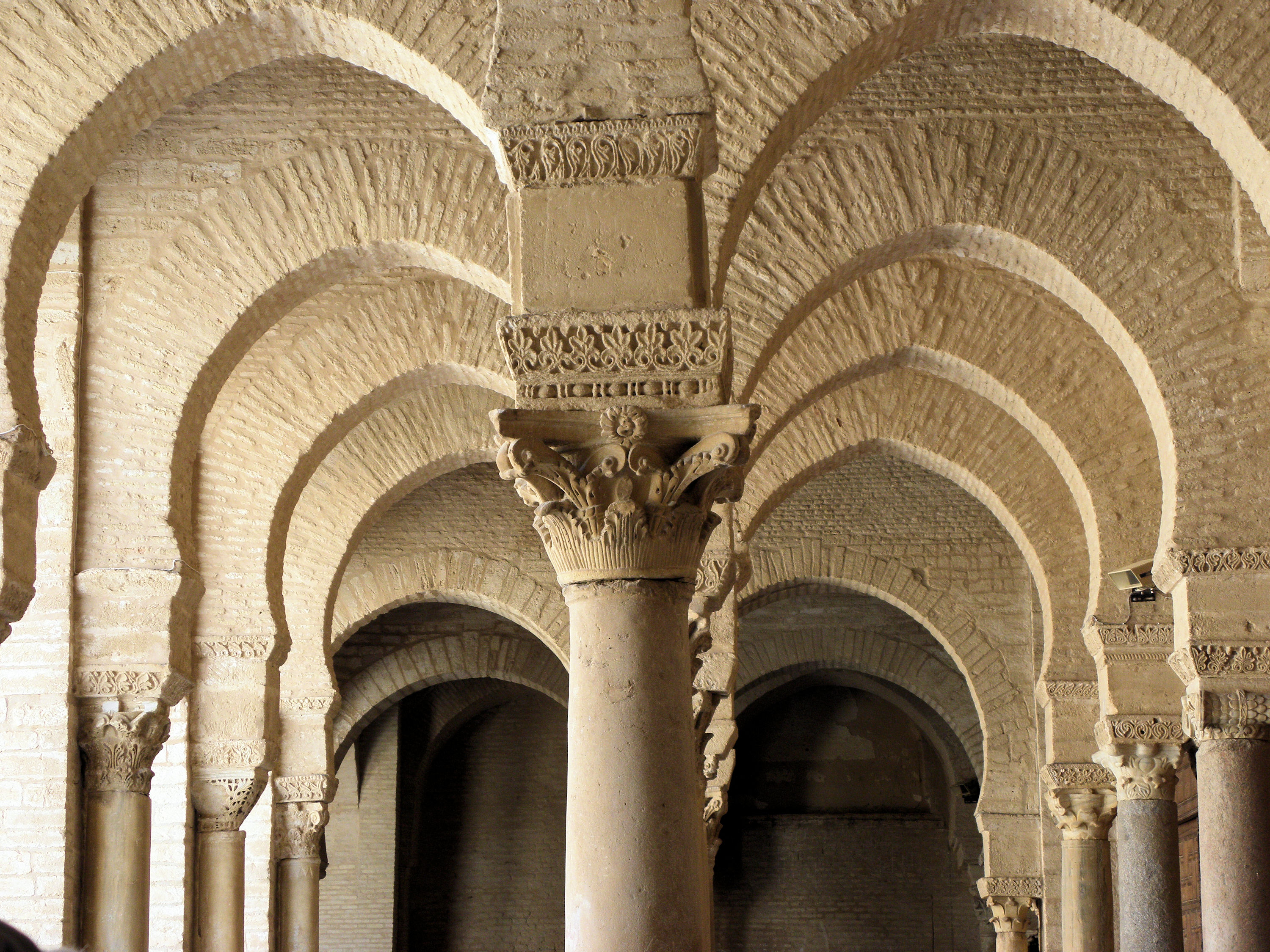
أقواس حدوة حصان في مسجد عقبة من القرن التاسع في القيروان، تونس

يتم تصنيف الأشكال العديدة للقوس إلى ثلاث فئات: دائرية ومدببة ومكافئة. يمكن أيضًا تكوين الأقواس لإنتاج أقبية وأروقة.
شاع استخدام الأقواس المستديرة، أي نصف دائرية، في العقود القديمة التي كانت مبنية من الأحجار الثقيلة. اعتمد بناة الرومان القدماء اعتمادًا كبيرًا على القوس المستدير لتمتد أطوالًا كبيرة. تشكل العديد من الأقواس المستديرة التي تم إنشاؤها في الخط ومن طرف إلى طرف في سلسلة ممرًا، على سبيل المثال في القنوات الرومانية.
غالبًا ما تستخدم الأقواس المدببة في العمارة القوطية. ميزة القوس المدبب، بدلاً من القوس الدائري، هي أن عمل القوس ينتج دفعًا أفقيًا أقل في القاعدة. سمح هذا الابتكار بفتحات أطول وأكثر تباعدًا، وهي نموذجية للعمارة القوطية.

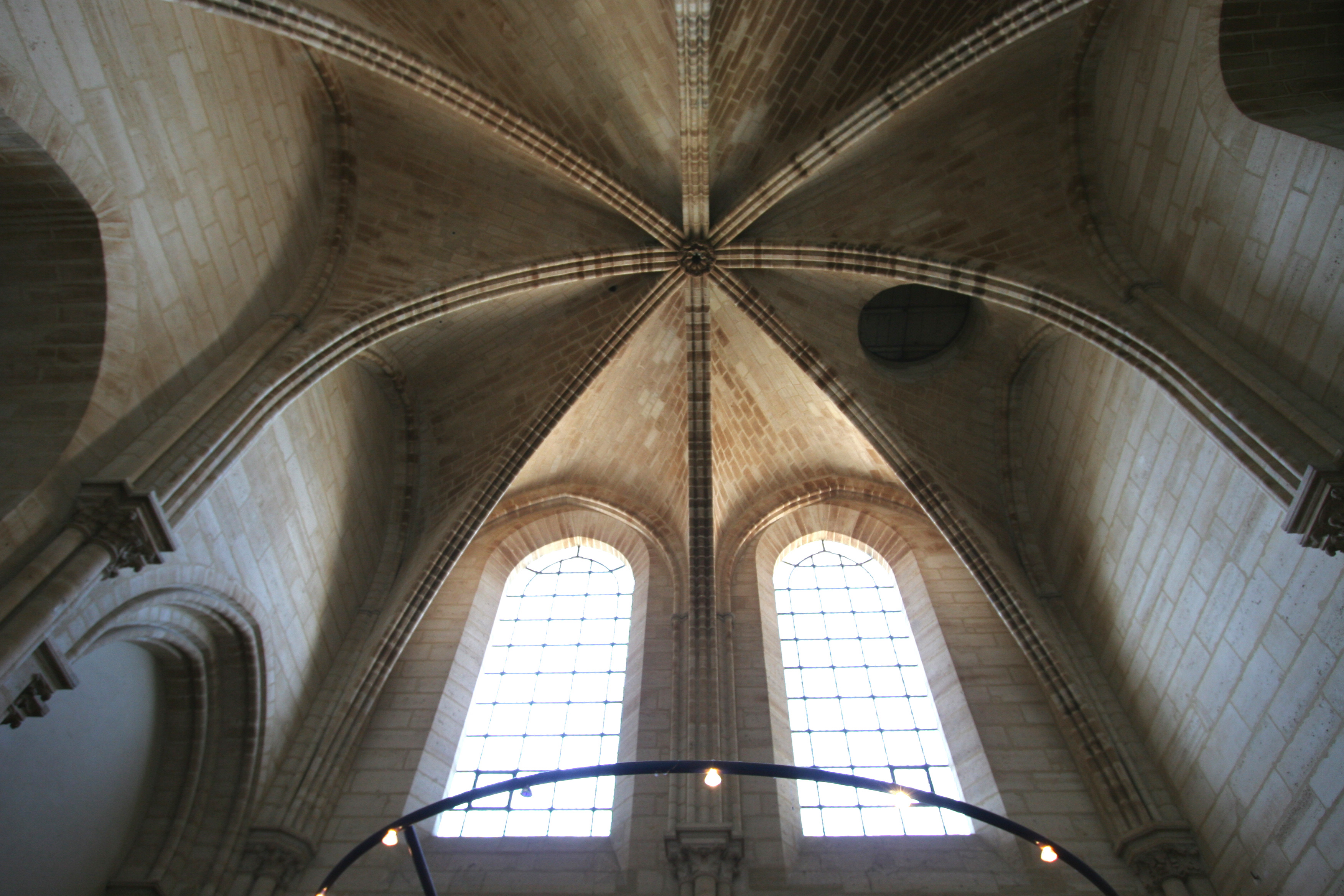
سقف داخلي مقبب لنوتردام دي باريس، يُظهر الأضلاع عند تقاطع عدة أقواس

الخزائن هي في الأساس «أقواس متجاورة [التي] يتم تجميعها جنبًا إلى جنب.» إذا تقاطعت الأقبية، فإن تقاطعاتها تنتج أشكالًا معقدة. كانت الأشكال، إلى جانب «الأضلاع المعبر عنها بقوة عند تقاطعات القبو، هي السمات المعمارية السائدة للكاتدرائيات القوطية.» 
يستخدم مبدأ القوس المكافئ عندما يتم تطبيق الوزن بشكل موحد على قوس، فإن الضغط الداخلي الناتج عن هذا الوزن سيتبع ملف تعريف مكافئ. من بين جميع أشكال القوس، ينتج القوس المكافئ أكبر قوة دفع عند القاعدة ومع ذلك يمكن أن يمتد على أكبر مسافات. يشيع استخدامه في الجسور، حيث يلزم وجود مسافات طويلة.

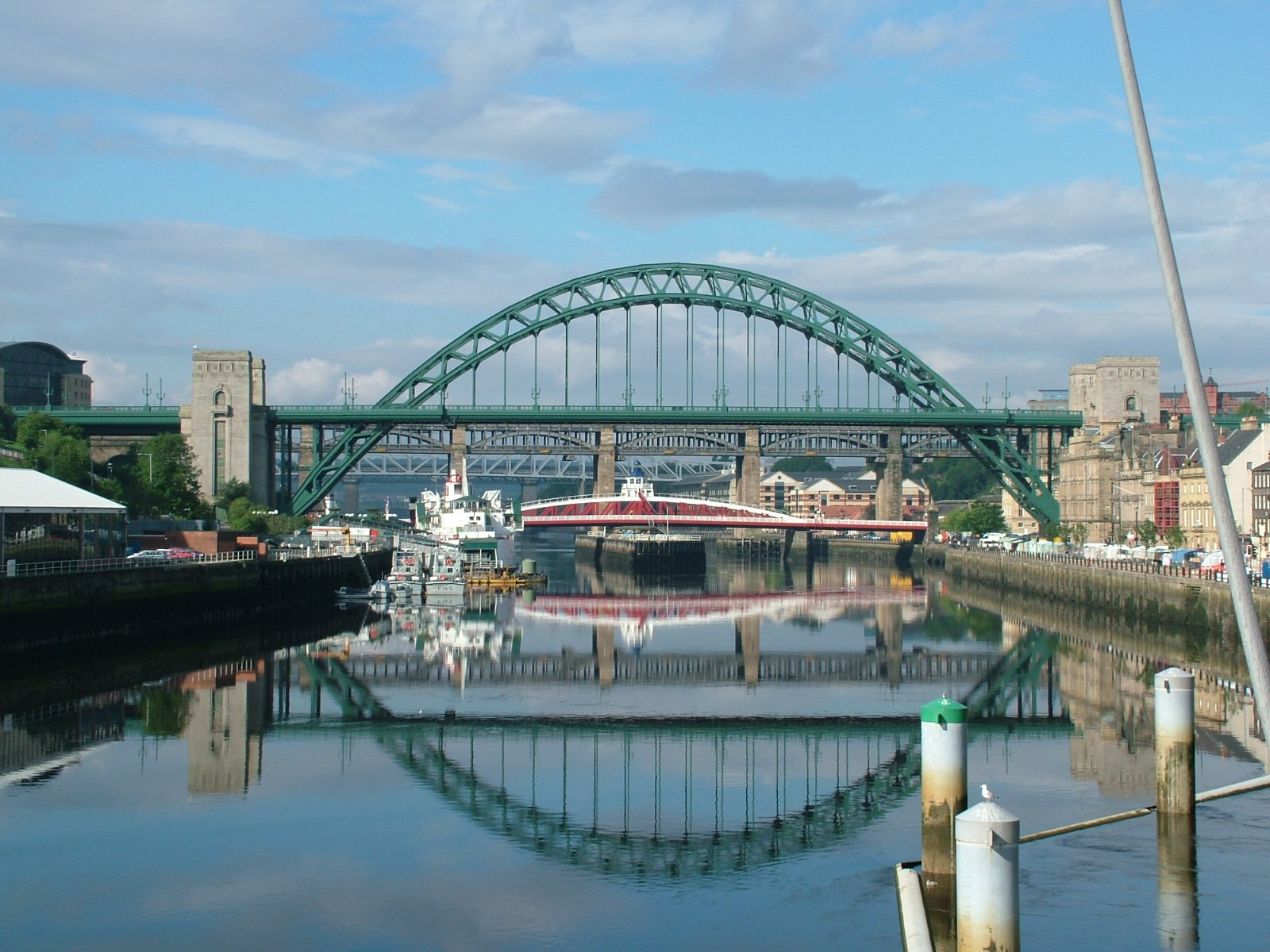
جسر تاين في نيوكاسل أبون تاين، إنجلترا قوس مكافئ

قوس سلسال له شكل مختلف عن القوس المكافئ. نظرًا لكونه شكل المنحنى الذي يتتبعه امتداد فضفاض لسلسلة أو حبل، فإن سلسال هو الشكل المثالي من الناحية الهيكلية لقوس قائم بذاته بسمك ثابت.
يتم عرض أشكال القوس حسب الترتيب الزمني للتطور:

القوس الثلاثي
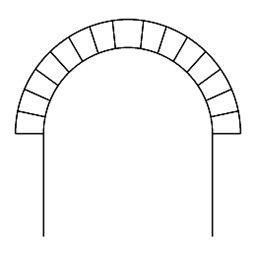
قوس دائري أو نصف دائري
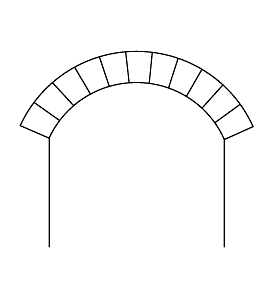
قوس قطاعي  [لغات أخرى]‏ (أقل من نصف دائرة)
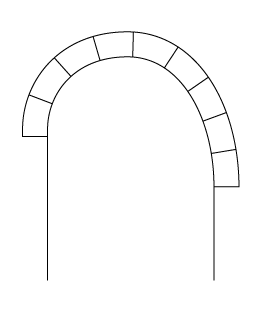
قوس دائري غير متساوٍ أو rampant
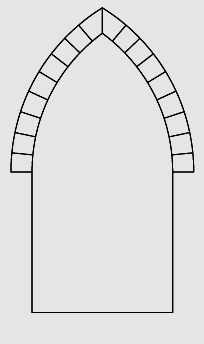
قوس لانسيت
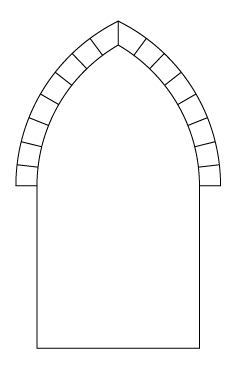
قوس متساوي الأضلاع
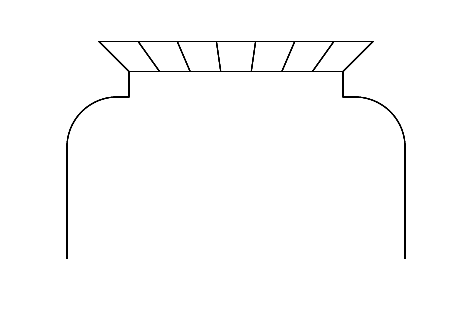
قوس مسطح ذو أكتاف (انظر أيضًا قوس جاك  [لغات أخرى]‏ )
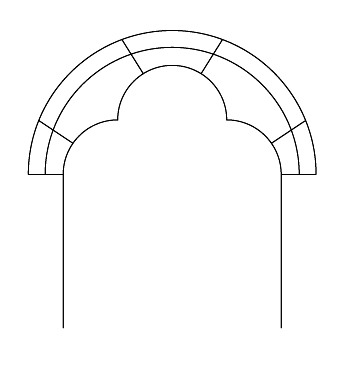
ثلاثي الفصوص أو ثلاثة قوس محدب
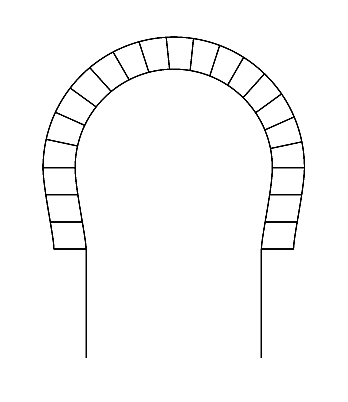
قوس حدوة الحصان
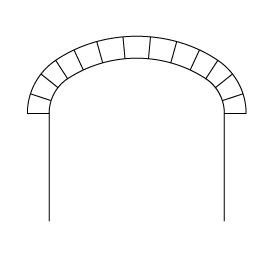
ثلاثة قوس مركزي
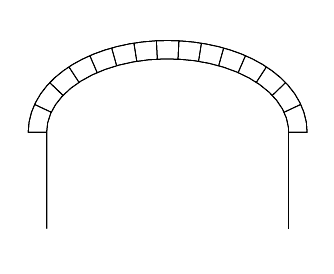
قوس بيضاوي الشكل
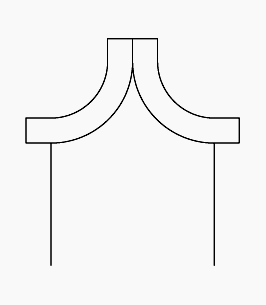
قوس منحنى
قوس Ogee
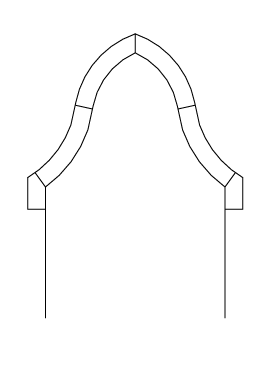
قوس ogee العكسي
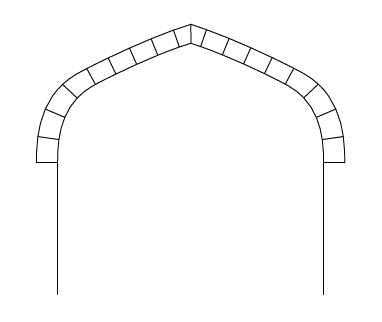
قوس رباعي المركز أو قوس تيودور
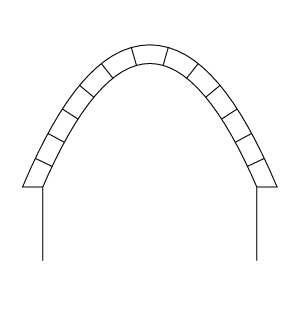
قوس مكافئ  [لغات أخرى]‏

## تاريخ

### العصر البرونزي: الشرق الأدنى القديم
الأقواس الحقيقية، على عكس الأقواس المنحوتة، كانت معروفة من قبل عدد من الحضارات في الشرق الأدنى القديم بما في ذلك بلاد الشام، لكن استخدامها كان نادرًا ومقتصرًا في الغالب على الهياكل تحت الأرض، مثل المصارف حيث تتضاءل مشكلة الدفع الجانبي إلى حد كبير. مثال على هذا الأخير هو قوس نيبور، الذي بني قبل 3800 قبل الميلاد،  ومؤرخ من قبل إتش في هيلبرخت (1859-1925) حتى قبل 4000 قبل الميلاد. استثناءات نادرة هي مدخل منزل مقوس من الطوب اللبن يرجع تاريخه إلى حوالي عام 2000 قبل الميلاد من تل الطايع في العراق  واثنان من بوابات المدينة الكنعانية المقوسة من العصر البرونزي، أحدهما في عسقلان (يعود تاريخه إلى عام 1850 قبل الميلاد)،  والآخر في تل القاضي (يعود تاريخه إلى حوالي 1750 قبل الميلاد)، وكلاهما في العصر الحديث في اسرائيل. تحتوي المقبرة العيلامية التي يعود تاريخها إلى 1500 قبل الميلاد من هفت تية على قبو مكافئ يعتبر من أقدم الأدلة على الأقواس في إيران.

### بلاد فارس الكلاسيكية واليونان
في بلاد فارس القديمة، بنت الإمبراطورية الأخمينية (550 قبل الميلاد - 330 قبل الميلاد) أقبية أسطوانية صغيرة (بشكل أساسي عبارة عن سلسلة من الأقواس تم بناؤها معًا لتشكيل قاعة) المعروفة باسم إيوان والتي أصبحت هياكل ضخمة ضخمة خلال الإمبراطورية البارثية اللاحقة (247 قبل الميلاد - 224 م). استمر هذا التقليد المعماري من قبل الإمبراطورية الساسانية (224-651)، التي بنت طق كسرة في قطسيفون في القرن السادس الميلادي، أكبر قبو قائم بذاته حتى العصر الحديث.
يظهر مثال أوروبي مبكر لقوس فوسوير في القرن الرابع قبل الميلاد جسر رودس اليوناني للمشاة.

### روما القديمة
تعلم الرومان القدماء القوس من الأتروسكيين وصقلوه وكانوا أول البناة في أوروبا للاستفادة من إمكاناتها الكاملة للمباني فوق الأرض:
كان الرومان هم البناة الأوائل في أوروبا، وربما كانوا الأوائل في العالم، الذين أدركوا تمامًا مزايا القوس والقبو والقبة.

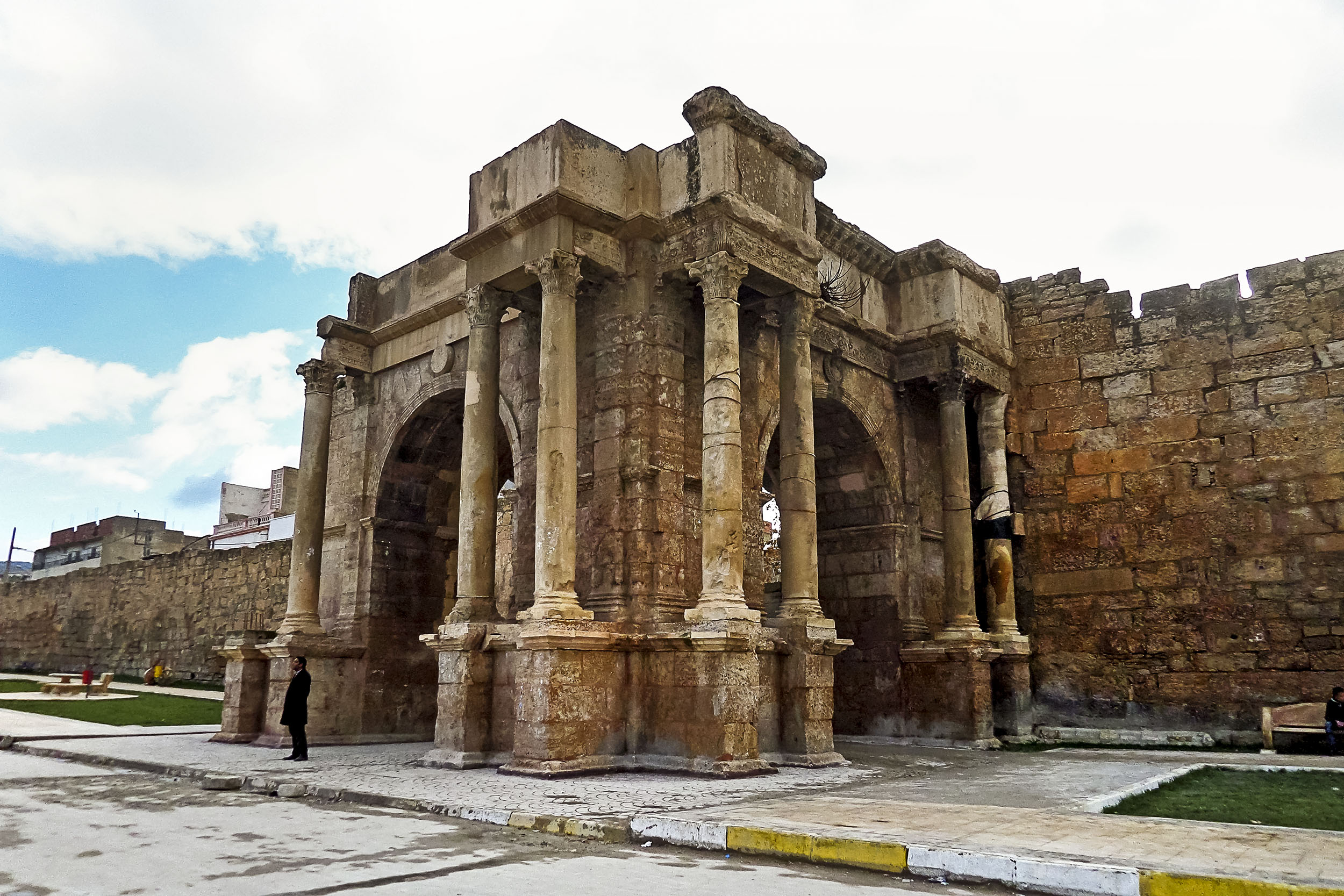
قوس كركلا، قوس النصر الروماني في تبسة، الجزائر (2016)

في جميع أنحاء الإمبراطورية الرومانية، أقام مهندسوهم هياكل مقوسة مثل الجسور والقنوات والبوابات. كما قدموا قوس النصر كنصب تذكاري عسكري. بدأ استخدام الخزائن في تسقيف المساحات الداخلية الكبيرة مثل القاعات والمعابد، وهي وظيفة افترضتها أيضًا الهياكل المقببة من القرن الأول قبل الميلاد فصاعدًا.
تم بناء القوس المقطعي لأول مرة من قبل الرومان الذين أدركوا أن القوس في الجسر لا يجب أن يكون نصف دائرة،  كما هو الحال في جسر الكونتر أو بونتي سان لورينزو. كما تم استخدامها بشكل روتيني في بناء المنازل، كما هو الحال في أوستيا أنتيكا

### الصين القديمة
في الصين القديمة، كانت معظم الهندسة المعمارية خشبية، بما في ذلك عدد قليل من الجسور المقوسة المعروفة من الأدب وتصوير فني واحد في الإغاثة المنحوتة بالحجر. لذلك، فإن الأمثلة الوحيدة الباقية على العمارة من أسرة هان (202 قبل الميلاد - 220 م) هي حوائط وأبراج دفاعية صدمت الأرض، وبلاط الأسقف الخزفي من المباني الخشبية التي لم تعد موجودة، أبراج البوابات الحجرية، والمقابر المبنية من الطوب تحت الأرض، على الرغم من وجود أقبية، إلا أن القباب، والقناطر، بدعم من الأرض ولم تكن قائمة بذاتها.

### مقارنة الجسور الرومانية والصينية
أقدم جسر حجري على قيد الحياة في الصين هو جسر أنجي، الذي بني بين 595 م و605 م خلال عهد أسرة سوي. وهو أقدم جسر مقوس مقوس مفتوح سباندرل من الحجر.
ومع ذلك، كان لدى الرومان القدماء كل هذه المكونات تقريبًا؛ على سبيل المثال، جسر تراجان الذي تم بناؤه بين عامي 103 و105 بعد الميلاد، كان به أعمدة مكشوفة مبنية من الخشب على أعمدة حجرية.

### أوروبا القوطية
المثال الأول للقوس القوطي المبكر في أوروبا موجود في صقلية في تحصينات جيلا اليونانية. تبع القوس نصف الدائري في أوروبا القوس القوطي المدبب أو الغطاس، الذي يتبع خطه المركزي عن كثب قوى الانضغاط وبالتالي فهو أقوى. يمكن تسطيح القوس نصف الدائري لعمل قوس بيضاوي الشكل، كما هو الحال في بونتي سانتا ترينيتا. تم إدخال الأقواس المكافئة في البناء من قبل المهندس المعماري الإسباني أنتوني غاودي، الذي أعجب بالنظام الهيكلي للطراز القوطي، ولكن للدعامات التي أطلق عليها «العكازات المعمارية». الأمثلة الأولى للقوس المدبب في العمارة الأوروبية موجودة في صقلية وتعود إلى الفترة العربية النورماندية.

### قوس حدوة الحصان: أكسوم وسوريا
يرتكز قوس حدوة الحصان على قوس نصف دائري، لكن نهاياته السفلية ممتدة أكثر حول الدائرة حتى تبدأ في التقارب. تعود أولى العقود المبنية على شكل حدوة حصان إلى مملكة أكسوم في إثيوبيا وإريتريا الحديثة، ويرجع تاريخها إلى كاليفورنيا. القرنين الثالث والرابع. هذا هو نفس الوقت تقريبًا مع أقدم الأمثلة المعاصرة في سوريا الرومانية، مما يوحي إما بأصل أكسوميت أو سوري لهذا النوع.

### الهند
لوحظ سقف مقبب لغرفة الدفن المبكرة في هارابان من راخيغارهي. أبلغ سر راو عن سقف مقبب لغرفة صغيرة في منزل من لوثال. تم استخدام أقبية البرميل أيضًا في حضارة مقبرة هارابان المتأخرة التي يرجع تاريخها إلى عام 1900 قبل الميلاد - 1300 قبل الميلاد والتي شكلت سقف فرن العمل المعدني، وقد تم الاكتشاف بواسطة فاتس في عام 1940 أثناء التنقيب في هارابا الباكستانية.
في الهند، معبد بيهيتار جاوين (450 بعد الميلاد) ومعبد ماهابودهي (القرن السابع الميلادي) الذي بني في عهد أسرة جوبتا هما أقدم الأمثلة الباقية على استخدام نظام قبو قوس فوسوير في الهند. يستخدم السابق قوسًا نصف دائري، بينما يحتوي الجزء الأخير على أمثلة على كل من القوس المدبب على الطراز القوطي والأقواس نصف الدائرية. على الرغم من إدخالها في القرن الخامس، إلا أن الأقواس لم تكتسب مكانة بارزة في العمارة الهندية حتى القرن الثاني عشر بعد الفتح الإسلامي. تم استخدام نظام القبو المقوس في عصر جوبتا على نطاق واسع في المعابد البوذية البورمية في بيو وباغان في القرنين الحادي عشر والثاني عشر.

### قوس كوربيل: المكسيك قبل كولومبوس
لا تتناول هذه المقالة عنصرًا معماريًا مختلفًا، قوس كوربيل. ومع ذلك، تم العثور على أقواس كوربل في أجزاء أخرى من آسيا القديمة وإفريقيا وأوروبا والأمريكتين. في عام 2010، اكتشف روبوت ممرًا طويلًا مسقوفًا بقوس أسفل هرم الحية المجنحة، والذي يقع في مدينة تيوتيهواكان القديمة شمال مدينة مكسيكو، ويرجع تاريخه إلى حوالي 200 ميلادي.

## بناء
نظرًا لأنه شكل ضغط خالص، فإن القوس مفيد لأن العديد من مواد البناء، بما في ذلك الحجر والخرسانة غير المسلحة، يمكن أن تقاوم الضغط، ولكنها تكون ضعيفة عند تطبيق إجهاد الشد عليها.
يتم تثبيت القوس في مكانه بسبب وزن جميع أعضائه، مما يجعل البناء مشكلة. تتمثل إحدى الإجابات في بناء إطار (تاريخيًا، من الخشب) يتبع تمامًا شكل الجانب السفلي للقوس. يُعرف هذا بالمركز أو التمركز. يتم وضع الفؤوس عليه حتى يكتمل القوس ويدعم نفسه. للحصول على قوس أعلى من ارتفاع الرأس، ستكون هناك حاجة إلى السقالات، بحيث يمكن دمجه مع دعامة القوس. قد تسقط الأقواس عند إزالة الإطار إذا كان التصميم أو البناء معيبًا. عانت اسكتلندا من هذا المصير في أول محاولة لبناء جسر A85 في دالمالي في الأربعينيات.  يُعرف الخط الداخلي والسفلي أو منحنى القوس باسم إنترادوس.
تحتاج الأقواس القديمة أحيانًا إلى تقوية بسبب تحلل أحجار الأساس، مما يشكل ما يعرف باسم القوس الأصلع .
في البناء الخرساني المسلح، يتم استخدام مبدأ القوس للاستفادة من قوة الخرسانة في مقاومة الضغط الانضغاطي. عندما يتم رفع أي شكل آخر من أشكال الضغط، مثل إجهاد الشد أو الالتواء، يجب مقاومته بواسطة قضبان أو ألياف تقوية موضوعة بعناية.

## أنواع أخرى
القوس المنخفض هو الذي يظهر «مضغوطًا» في الجزء العلوي من الشكل المقوس الكامل. في أنماط القوس المدبب، حيث توجد نقطة مركزية في الجزء العلوي من القوس، قد يكون قوسًا رباعي الوسط أو قوس تيودور.
القوس الأعمى هو قوس مملوء ببنية صلبة لذا لا يمكن أن يعمل كنافذة أو باب أو ممر. هذه شائعة كعلاجات زخرفية لسطح الجدار في العديد من الطرز المعمارية، وخاصة العمارة الرومانية.
شكل خاص من أشكال القوس هو قوس النصر، وعادة ما يتم بناؤه للاحتفال بالنصر في الحرب. ومن الأمثلة الشهيرة قوس النصر في باريس، فرنسا.
قد تشكل التكوينات الصخرية أقواسًا طبيعية من خلال التعرية، بدلاً من نحتها أو بنائها. يمكن العثور على هياكل مثل هذه في حديقة الأقواس الوطنية. بعض منحوتات التوازن الصخري تتخذ شكل قوس.
تدعم أقواس القدم وزن جسم الإنسان.
- قوس رباعي المركز مكتئب على برج Layer Marney  [لغات أخرى]‏ في إسكس ، إنجلترا
- أقواس عمياء في كنيسة سان تيرسو  [لغات أخرى]‏ في ساهاغون ، ليون ، إسبانيا
- واشنطن سكوير آرك  [لغات أخرى]‏ ، قوس النصر في قرية غرينتش ، مانهاتن ، مدينة نيويورك
- قوس دقيق ، قوس طبيعي في حديقة Arches الوطنية بالقرب من موآب ، يوتا
- تمثال توازن صخري على شكل قوس
- القوس الطولي الإنسي للقدم البشرية ( تشريح جرايز )

## صالة عرض
- بوابة مدينة كنعانية تم ترميمها في عسقلان، عسقلان، فلسطين (2014)
- إعادة بناء بوابة عشتار في بابل في متحف بيرغامون، برلين (2014)
- طق كسرة (ممر قطسيفون)، سلمان باك، العراق (1864)
- قوس أغسطس، ريميني، إميليا رومانيا، إيطاليا (2015)
- قوس جالينوس، روما (2006)
- قوس هادريان، أثينا، اليونان (2013)
- قوس قسطنطين، روما، إحياءً لذكرى انتصار قسطنطين الأول عام 312 م (2007)
- قوس النصر، باريس؛ قوس النصر من القرن التاسع عشر على غرار التصميم الروماني الكلاسيكي (1998)
- قوس الجنود والبحارة في ساحة الجيش الكبير، بروكلين، مدينة نيويورك (2007)
- بوابة القوس في سانت لويس بولاية ميسوري؛ نحت على أساس سلسال قوس (2011)
- بونت فلافيان فوق نهر تولوبري في سان شاماس، بوشيه دو رون، فرنسا (2008)
- جسر حجري قديم في كيرافا، فنلندا (2011)
- جسر معبد سونامسا، سون تشون، مقاطعة جولا الجنوبية، كوريا الجنوبية (1979)
- جسر جروسفينور فوق نهر دي في تشيستر، شيشاير، إنجلترا، المملكة المتحدة (2007)
- جسر الاتحاد القوسي في كابين جون، مقاطعة مونتغومري، ماريلاند (2008)
- جسر أنجي فوق نهر اكسيهوا، مقاطعة خبي، الصين (2007)
- الجسر الحجري الجاف، المسمى بورتا روزا (القرن الرابع قبل الميلاد)، في إيليا، مقاطعة ساليرنو، كامبانيا، إيطاليا (2005)
- جسر التنهدات، البندقية، إيطاليا (2001)
- بونت دو جارد ، قناة رومانية في جارد، فرنسا (2014)
- جسر في تشيسكي كروملوف، جمهورية التشيك (2004)
- جسر ريالتو فوق القناة الكبرى في البندقية، إيطاليا (2011)
- بونت دي بيرسي فوق نهر السين، باريس، تحمل مترو باريس على سطحها العلوي وامتداد الجادة على سطحها السفلي (2006)
- جسر أرلينغتون التذكاري فوق نهر بوتوماك في واشنطن العاصمة (2007)
- جسر فرانسيس سكوت كي فوق نهر بوتوماك في واشنطن العاصمة (2006)
- جسر وودرو ويلسون التذكاري الذي يحمل الطريق السريع 95 (I-95) وطريق كابيتال بيلتواي فوق نهر بوتوماك بين الإسكندرية وفيرجينيا وأوكسون هيل، ماريلاند (2007)
- جسر أرابيدا على نهر دورو يربط بين بورتو وفيلا نوفا دي غايا في منطقة نورتي، البرتغال (2011)
- جسر قوس قزح فوق نهر نياجرا الذي يربط بين شلالات نياجرا ونيويورك وشلالات نياجرا، أونتاريو، كندا (2012)
- جسر تاين فوق نهر تاين، نيوكاسل أبون تاين، إنجلترا، المملكة المتحدة (2004)
- جسر بوابة الجحيم فوق النهر الشرقي، مدينة نيويورك
- جسر ميناء سيدني، سيدني، نيو ساوث ويلز، أستراليا (2010)
- جسر لودندورف فوق نهر الراين ، ريماجين ، ألمانيا ، يظهر الضرر قبل الانهيار خلال معركة ريماجين في الحرب العالمية الثانية (1945)

## روابط خارجية
- فيزياء الأقواس الحجرية بواسطة <i id="mwCJ0">Nova</i> : نموذج لبناء قوس دون أن ينهار
- InteractiveTHRUST : تطبيقات تفاعلية، برامج تعليمية
- ورقة حول القوس ثلاثي المفصلات لغاليري دي ماشين 1889 ويتن من قبل خافيير إستيفيز سيماديفيل وإسحاق لوبيز سيزار.